# Brezová pod Bradlom
Brezová pod Bradlom er en by i det vestlige Slovakiet, som er beliggende cirka 65 km nordøst for hovedstaden Bratislava. Byen ligger i regionen Trenčín.  Byen har et areal på 41,08 km² og en befolkning på 4.848(2021) indbyggere.

## Eksterne links
- Officielle hjemmeside

- Wikimedia Commons har flere filer relateret til Brezová pod Bradlom